# Daniel Costescu
Daniel Costescu est un footballeur roumain né le 14 juillet 1976 à Câmpina.

## Carrière
- 1996-97 : Poiana Câmpina  Roumanie
- 1997-98 : Poiana Câmpina  Roumanie
- 1998-99 : Petrolul Ploiești  Roumanie
- 1999-00 : Petrolul Ploiești  Roumanie
- 2000-01 : Petrolul Ploiești  Roumanie
- 2001-02 : Petrolul Ploiești  Roumanie
- 2002-03 : Astra Ploiești  Roumanie
- 2003-04 : Petrolul Ploiești  Roumanie
- 2004-05 : Petrolul Ploiești  Roumanie
- 2004-05 : FC Argeș Pitești  Roumanie
- 2005-06 : FC Argeș Pitești  Roumanie
- 2006-07 : Unirea Urziceni  Roumanie
- 2006-07 : Ceahlăul Piatra Neamț  Roumanie
- 2007-08 : Dacia Mioveni  Roumanie
- 2012-13 : FC Grandson-Tuileries  Suisse
- 2013-14 : FC Grandson-Tuileries  Suisse
- 2014-15 : FC Grandson-Tuileries  Suisse